# منطق کاربردی
منطق کاربردی (Applied Logic) رشته‌ای مستقل در کنار منطق صوری و منطق مادی نیست. بلکه گرایشی است که به ویژه در چند دههٔ اخیر مورد توجه قرار گرفته‌است و در آن با بهره‌گیری از قواعد موجود در همهٔ رشته‌های منطقی، سعی دارد جنبهٔ مهارتی و کاربردی را هدف اصلی آموزش منطق قرار دهد؛ از این رو در کتاب‌های آموزشی مربوط به منطق کاربردی چند کار صورت می‌گیرد:
1. از اصطلاحات پیچیده و مغلق رایج در کتاب‌های منطقی، استفاده نمی‌شود.
2. تنها مطالبی از منطق بیان می‌شود که جنبهٔ کاربردی داشته باشد.
3. در بیان مطالب از مثال‌های ساده و ملموس فراوانی استفاده می‌شود.[۱]